# Henry Gréville
Pour les articles homonymes, voir Gréville.
Alice Fleury, épouse Durand, dite Henry Gréville, née le 12 octobre 1842 à Paris 10e et morte le 24 mai 1902 à Boulogne-Billancourt, est une écrivaine française.
Autrice prolifique, s’essayant au théâtre comme aux nouvelles, à la poésie comme au roman, elle a été à son époque, une écrivaine à succès aux sujets empruntés à la vie slave. L’une des premières personnalités littéraire les mieux informées qui ont appris aux Français à connaître l’âme russe, elle a excellé dans ses romans et nouvelles qui ont toutes une note russe.

## Biographie
Fille du journaliste libéral Jean Fleury, Alice a été une enfant prodige. Son père, qui voulait un garçon, lui apprend à lire à trois ans et demi. Ses lectures favorites sont alors les contes de fées. Un jour qu’un livre italien racontant l’histoire du Stromboli lui était tombé sous la main, elle demande à son père de lui apprendre cette langue. Après l’italien, intéressée par les volcans et les mystères de la nature, elle demande à apprendre les sciences et l’astronomie. Plus tard, elle apprend l’anglais dans l’Histoire de Pickwick de Dickens. Après l’italien et l’anglais, elle apprend l’espagnol pour lire Don Quichotte, et commence à l’âge de sept ans et demi, à faire des vers, dont certains seront dans un journal à ses douze ans.
Maitrisant parfaitement le latin, à treize ans, elle traduit Télémaque en anglais, en italien, en espagnol. Elle s’adonnait également avec ardeur aux mathématiques et, sous l’influence de sa mère, chanteuse qui composait elle-même ses chants, entreprend sans succès l’étude du piano, faute de pouvoir s’accommoder de l’usage du métronome. Comme elle aime malgré tout la musique, son père l’inscrit à l’école de musique de Nanine Paris, où elle apprend la méthode Galin-Paris-Chevé, et maitrise suffisamment la science de l’harmonie pour que Félicien David lui prédise un grand avenir musical.
De bonne heure séparée de sa mère et placée en pension, elle est presque toujours première dans les concours, mais souffre d’isolement. 
Son père, après avoir consacré sa jeunesse à la défense des idées libérales, s’était éloigné volontairement du journalisme politique dès que la presse a cessé d’être libre, pour se consacrer à l’enseignement de la littérature française. Après le coup d’État de 1852, il a suivi une petite fille allemande d’Estonie, dont il était le précepteur, et dont la famille retournait dans son pays. Devenue la compagne de la disciple de son père, À quinze ans et demi, elle embrasse la tradition paternelle et donne, toute jeune, des leçons de grammaire, lecture et conversation française.
Installée à Pétersbourg, elle apprend très vite le russe et, au bout d’un an, lit Pouchkine, Lermontov, et Ostrovski, dont elle fera, par la suite, la connaissance, et entre comme institutrice dans les familles de la cour. Son père devenu lecteur en littérature française à l’université impériale de Saint-Pétersbourg, elle y a également rencontré un des ses collègues, professeur de droit français et amateur d’art, Émile Durand, qu'elle épousera.
Lorsqu’elle est revenue en France en 1872, à la suite de son son mariage, pour s’établir définitivement à Paris, elle publiait déjà des romans en feuilleton dans le Journal de Saint-Pétersbourg, rédigé en français. Tous ses premiers ouvrages sont inspirés par la période russe de sa vie, et représentent la société de ce pays à l’époque contemporaine, ou dans un passé relativement récent. Elle traduisait aussi, avec l’aide de son mari, des contes et nouvelles d’Ivan Tourgueniev, que le Temps imprimait sous la signature des traducteurs « Durand-Gréville », en référence au berceau de Gréville de ses ancêtres. En revanche, elle sollicite en vain pendant quatre ans les journaux et des revues ; seul, le Journal de Saint-Pétersbourg accueillait et publiait ses romans, qui ont quelquefois été comparés à ceux de George Sand, dont ils possèdent la facilité et l’optimisme, sans en égaler le style et la sensibilité.
La mort de George Sand a coïncidé avec le début de ses succès. Quelques jours après cet événement, Dosia est reçu au Journal des débats et l’Expiation de Savéli, dont le manuscrit était déposé dès longtemps à la Revue des Deux Mondes, allait enfin paraître chez François Buloz, qui parlait couramment d’une nouvelle George Sand qu’il croyait, de bonne foi, avoir découverte. La publication de Dosia en feuilleton commença le 27 juin, et celle de l’Expiation de Savéli, le 1er juillet. En peu de temps, elle a sept romans publiés dans sept journaux. Désormais prospère, elle voyage, se rendant successivement en Belgique, en Hollande, en Suisse et aux États-Unis.
Depuis cette époque, elle n’a cessé de publier des romans dans la Revue des Deux Mondes et le Journal des Débats qui avait été des premiers à i’accueillir et pour lequel elle a écrit spécialement sa dernière œuvre, la Mamselka. Rapidement devenue une romancière célèbre, la jeune écrivaine a aussitôt été assaillie de demandes. Faute de mieux, les directeurs de journaux reproduisaient ceux de ses romans qui avaient déjà paru en Russie ; La Patrie publie les Koumiassine, histoire d’une comtesse russe qui veut marier sa nièce sans lui demander son avis, et le Figaro la Princesse Oghérof Son succès est qu’Edmond About, alors directeur du XIXe siècle va jusqu’à reproduire, en le payant, le roman de Sonia qui avait été proposé gratuitement en manuscrit à son secrétaire de rédaction.
Elle a aussi écrit dans d’autres journaux parisiens, comme la Nouvelle Revue. Celles de ses œuvres qui ont obtenu le plus grand succès sont : Dosia 1876 ; Suzanne Sornis, 1877; Sophia, même année ; le Violon russe, 1979; l’Héritage de Xénie, 1880 ; le Moulin Frappier, même année ; Rose Hozier, 1882 ; Louis Brénil, histoire d’un pantouflard, 1883 ; le Comte Xavier, 1886 ; la Fille de Dosia, 1887 ; le Passé, 1890 ; l’Héritière, 1891. etc. Elle a également rédig  un manuel scolaire intitulé Instruction morale et civique des jeunes filles (1882). Son roman Dosia a obtenu le prix Montyon en 1878. Son manuel pour l’Instruction morale et civique pour les jeunes filles a été réédité 28 fois entre 1882 et 1891.
Entrée à la clinique des docteurs Sollier, où elle comptait faire une cure de repos, elle a succombé à une congestion foudroyante, au domicile conjugal. À l’issue d’obsèques au temple protestant de Boulogne-sur-Seine, elle a été inhumée au cimetière de Montmartre, où le rejoindra, 12 ans plus tard, son conjoint, qui va alors consacrer les dernières années de sa vie à perpétuer la mémoire de son épouse, qui a laissé le souvenir d’un personne très généreuse.

## Jugements
« Elle écrit des romans qui se lisent et qui ont du succès. […] la Russie fit, en France, sa fortune. Cette revenue du pays des neiges, a tout de suite percé la neige de l’indifférence publique, si dure aux débutants. Elle est une perce-neige heureuse ! Elle en a la pureté… Elle a la pureté de la plume, cette chose maintenant plus rare que le talent. […] Elle plait, par le contraste avec les livres ambiants de la littérature contemporaine. Elle n’en a ni le ton trop monté, ni les couleurs matérielles et criantes, ni le rengorgement impie, ni le détail dégoûtant des crudités basses. »

— Jules Barbey d'Aurevilly, Les Bas bleus.

« De toutes les femmes de lettres de France, Mme Henry Gréville est celle dont les livres atteignent le plus d’éditions. Celle-là est surtout un conteur, un conteur gracieux et attendri. On la lit avec un plaisir doux et continu ; et, quand on connaît un de ses livres, on prendra toujours volontiers les autres »

— Guy de Maupassant, Les Femmes de lettres.

## Hommages
La commune de Cherbourg (Cherbourg-en-Cotentin depuis 2016) a donné son nom à la place de la Poudrière, et les villes de Menton et d’Angers, où elle possédait une propriété, à une rue de leur ville.

## Œuvres
- L’Expiation de Savéli, Paris, E. Plon, 1876, 273 p., in-18 (OCLC 14206692, lire en ligne sur Gallica). — Drame avec le contexte historique du servage en Russie.
- La Princesse Oghérof, Paris, E. Plon, 1876, 7e éd., 333 p., in-18 (OCLC 39557376, lire en ligne sur Gallica).
- Pierrot ermite, comédie en 1 acte et en vers, Paris, troisième Théâtre-français, 2 avril 1877.
- "Denise : comédie en 3 actes en prose", Le Théâtre inédit du XIXe siècle nº 12, Paris, Laplace, Sanchez et Cie, 1877.
- Dosia, Paris, E. Plon, 1877, 4e éd., 294 p., in-16 (OCLC 457300001, lire en ligne sur Gallica). — Histoire de Pierre Mourief et Platon Sourof, deux officiers des gardes à cheval, qui courtisent des jeunes femmes aux tempéraments bien différents. Suivi de la fille de Dosia.
- À travers champs : autour d'un phare, Paris, E. Plon et Cie, 1877, 236 p., in-18 (OCLC 643387, lire en ligne sur Gallica).
- Sonia, Paris, E. Plon et Cie, 1877, 306 p., in-18 (OCLC 7648021, lire en ligne sur Gallica). — Dédaigné par la belle Lydie Goréline, Boris découvre la beauté et la bonté de Sonia, sa servante.
- Les Koumiassine, Paris, E. Plon et Cie, 1877, 2 vol. (lire en ligne sur Gallica)
- Suzanne Normis, Paris, E. Plon, 1877 (lire en ligne sur Gallica).
- La Maison de Maurèze, Paris, E. Plon et Cie, 1877. (roman, drame dans une famille aristocratique sous l'ancien régime)
- Les Épreuves de Raïssa, Paris, E. Plon et Cie, 1877, 8e éd., 351 p., in-18 (OCLC 1398008514, lire en ligne sur Gallica). — Les aventures de Raïssa, abusée par trois officiers de la Garde.
- L’Amie, Paris, E. Plon et Cie, 1878 (roman, Camille est amoureuse de Paul Brécard, l'époux de son amie d'enfance, Claire)
- Bonne-Marie, Paris, E. Plon et Cie, 1878. (roman, une provinciale de la Hague monte à la capitale)
- La Niania, Paris, E. Plon et Cie, 1878, 317 p., in-18 (ISBN 978-3-62859-578-3, OCLC 830969596, lire en ligne sur Gallica). —  (Dédaigné par la belle Lydie Goréline, Boris découvre la beauté et la bonté de Sonia, sa servante.
- Marie sa fille, Paris, E. Plon et Cie, 1878. (roman, la bohème russe à Paris)
- Nouvelles russes (Stéphane Makarief, Véra, L'Examinateur, Le Meunier, Anton Malissof), Paris, E. Plon et Cie, 1878.
- Un violon russe, Paris, E. Plon, 1879.
- Ariadne, Paris, E. Plon et Cie, 1879.
- Croquis, Paris, E. Plon et Cie, 1880. (nouvelles russes : Lebeka, Le Rendez-Vous, La Juive de Roudnia, La Valse mélancolique, Les Vingt-cing Roubles de Nikita, Les Incendies en Russie, L'Ours blanc, Tante Marguerite, Lina, Jaloux, Le Bal du Gouverneur, Une Mère russe)
- Lucie Rodey, Paris, E. Plon et Cie, 1880.
- La Cité Ménard, Paris, E. Plon, 1880.
- L’Héritage de Xénie, Paris, E. Plon et Cie, 1880. (roman russe, la belle Xénie Mérief reste auprès de sa mère malade, devra-t-elle renoncer à se marier avec Paul Rabof ?)
- Le Moulin Frappier, Paris, E. Plon et Cie, 1881, deux tomes. (roman, l'ascension sociale d'une famille de meuniers normands)
- Madame de Dreux, Paris, Plon, 1881 (lire en ligne sur Gallica).
- Les Degrés de l'échelle, Paris, E. Plon et Cie, 1881. (roman, histoire d'une petite bourgeoise arriviste et égoïste)
- Perdue, Paris, E. Plon et Cie, 1881. (roman, Marcelle Monfort, après la mort de sa mère, finit par retrouver son père)
- Rose Rozier, Paris, E. Plon et Cie, 1882, deux tomes. (roman, à la suite de son mariage, R. Rozier, comédienne, n'arrive pas à s'adapter à la vie bourgeoise, à Chartres)
- Instruction morale et civique des jeunes filles, Paris, E. Weill et G. Maurice, 1882.
- Les Mariages de Philomène, Paris, E. Plon, 1882.
- Le Vœu de Nadia, Paris, E. Plon, 1883.
- Louis Breuil, histoire d'un pantouflard, Paris, E. Plon, 1883.
- Le Fiancée de Sylvie, Paris, E. Plon, 1883.
- Angèle, Paris, E. Plon, 1883.
- Une trahison, Paris, E. Plon, 1883.
- L'Ingénue, Paris, E. Plon, Nourrit et Cie, 1884.
- Un crime=, Paris, E. Plon, Nourrit et Cie, 1884 (lire en ligne sur Gallica).
- Les Ormes, Paris, E. Plon, Nourrit et Cie, 1884. (roman, drame, Marcel Avellin épouse Julie Dannault mais en fait à une inclination pour Flavie Dannault, sa belle-mère)
- Folle-Avoine, Paris, E. Plon, Nourrit et Cie, 1884.
- Idylle, Paris, E. Plon, Nourrit et Cie, 1885.
- Le Mors aux dents, Paris, E. Plon, Nourrit et Cie, 1885.
- Clairefontaine, Paris, E. Plon, Nourrit et Cie, 1886.
- Cléopâtre, Paris, E. Plon, Nourrit et Cie, 1886.  (roman russe, drame)
- Nikanor, Paris, E. Plon, 1887, 282 p. (lire en ligne sur Gallica).
- Frankley, Paris, E. Plon, Nourrit et Cie, 1887.
- Le Comte Xavier, Paris, E. Plon, Nourrit et Cie, 1887.
- Comédies de paravent, Paris, E. Plon, 1888.
- La Seconde Mère, Paris, E. Plon, Nourrit, 1888.
- Chant de noces, Paris, E. Plon, Nourrit et Cie, 1889. (roman, jusqu'où Albine Frédel supportera les infidélités de son époux, le compositeur Félix Armor)
- Louk Loukitch : recueil de nouvelles françaises et russes : Louk-Loukitch, La maison Reimer, La femme du recrue, Yanid, Mariage d'amourlieu=Paris, E. Plon, Nourrit et Cie, 1889 (lire en ligne sur Gallica).
- Le Mari d’Aurette, Paris, E. Plon, Nourrit et Cie, 1892, 5e éd., 285 p., in-18 (OCLC 18943594, lire en ligne sur Gallica). — Aurette Leniel souhaite rester célibataire, mais c'est sans compter l'arrivée de Noël Villandré, professeur de physique de son neveu Jean.
- L'Avenir d'Aline, Paris, E. Plon, Nourrit et Cie, 1889.
- Un Mystère, Paris, E. Plon, Nourrit et Cie, 1890.
- Le Passé, Paris, E. Plon, Nourrit et Cie, 1890.
- Péril, Paris, Plon, 1891 (lire en ligne sur Gallica).
- Aurette, Paris, E. Plon, Nourrit et Cie, 1891.
- L'Héritière, Paris, E. Plon, Nourrit et Cie, 1891.
- Chénerol (publié sous forme de roman-feuilleton dans Le Temps du 7 juin 1892 au 10 juillet 1892), Paris, E. Plon, Nourrit et Cie, 1892 (lire en ligne sur Gallica).
- Un vieux ménage, Paris, E. Plon, Nourrie et Cie, 1893.
- Jolie propriété à vendre, Paris, E. Plon, Nourrit et Cie, 1893.
- Fidèlka, Paris, E. Plon, Nourrit et Cie, 1894. (roman russe, drame).
- L'Aveu, Paris, E. Plon, Nourrit et Cie, 1894.
- Le Fil d'or, Paris, Plon-Nourrit et Cie, 1895 (lire en ligne sur Gallica). , Paris,. (roman, scènes de la vie familiale entre la province et Paris).
- Céphise, Paris, E. Plon, Nourrit et Cie,1896. (publié sous forme de roman-feuilleton dans Le Temps du 10 décembre 1895 au 16 janvier 1896).(roman, la vie d'une famille bourgeoise où Céphise, par son charme et ses qualités, arrange bien des problèmes. Vie d'Hôtel, paru deux ans après, fait suite à ce récit).
- Un peu de ma vie, Paris, E. Plon, Nourrit et Cie, 1897, 267 p., in-16 (OCLC 461388462, lire en ligne sur Gallica).
- Villoré, snobs de province, Paris, E. Plon, Nourrit et Cie, 1898.
- Vie d'Hotel - Impressions de Céphise, Paris, E. Plon, Nourrit et Cie, 1898. (roman, reprend les personnages du roman Céphise, la vie cosmopolite où l'on est toujours en déplacement est-elle si agréable ?)
- La Fille de Dosia, Paris, E. Plon, Nourrit et Cie, 1887, 268-8 p., in-18 (OCLC 1443578, lire en ligne sur Gallica). — Reprend les personnages de Dosia, le tempérament fantasque d'Agnès au sein de la famille Sourof.
- Petite Princesse, Paris, E. Plon, Nourrit et Cie, 1899.
- Zoby, Paris, Plon et Nourrit, 1900.
- Le Cœur de Louise, Paris, Plon-Nourrit et Cie, 1901.
- La Mamselka, Paris, Plon-Nourrit et Cie, 1901.
- La Demoiselle de Puygarrou, Paris, Plon-Nourrit et Cie, 1902.
- Le Roi des milliards, Paris, Plon-Nourrit et Cie, 1907.
- Mon chien Bop et ses amis, Paris, Plon-Nourrit et Cie, 1910.

### Textes en ligne
- « Idylles », sur gutenberg.ca.
- « La bibliothèque, Henry Gréville », sur Bibliothèque électronique du Québec.